# Valerie Henderson
Valerie Kay Henderson (* 19. April 1986 in Concord, Kalifornien) ist eine US-amerikanische Fußballtorhüterin.

## Karriere

### Verein
Henderson begann ihre Profikarriere im Jahr 2008 bei der Franchise der Pali Blues in der W-League. Von 2009 bis 2011 spielte sie für die WPS-Teilnehmer Los Angeles Sol und Philadelphia Independence, ehe sie für einige Monate zum schwedischen Vertreter KIF Örebro weiterzog. Zur Saison 2012 kehrte Henderson in die WPS zurück und schloss sich Atlanta Beat an, die komplette Liga wurde jedoch noch vor Saisonstart aufgelöst und Henderson kam stattdessen beim WPSL-Vertreter Bay Area Breeze unter.

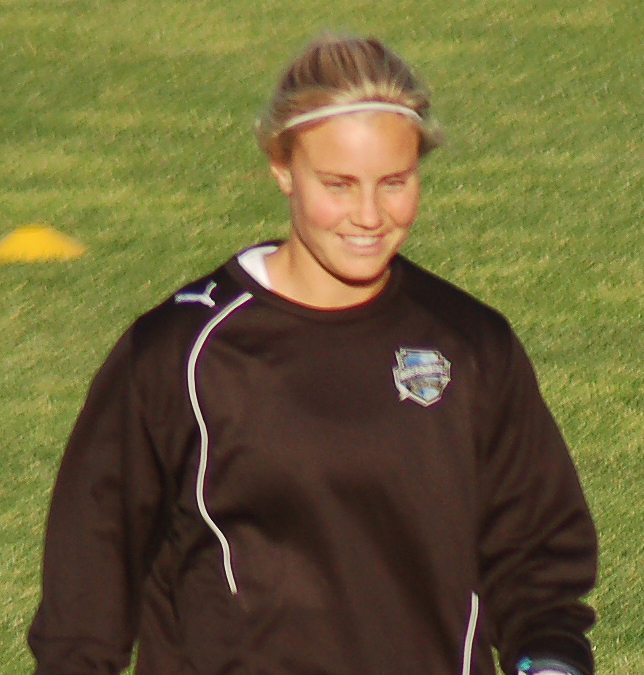
Henderson bei Philadelphia Independence (2010)

Anfang 2013 wurde Henderson beim sogenannten Supplemental-Draft zur neugegründeten NWSL in der vierten Runde an Position 31 von der Franchise der Western New York Flash verpflichtet. Nachdem sie sich in der Saisonvorbereitung nicht gegen Adrianna Franch und Pamela Tajonar hatte durchsetzen können, verließ sie den Verein und hielt sich bei den Bay Area Breeze fit, die mittlerweile in der W-League antraten.

### Nationalmannschaft
Henderson durchlief die US-Juniorennationalmannschaften in den Altersstufen U-17, U-19, U-21 und U-23.